# Kanton Douai-Nord-Est
Kanton Douai-Nord-Est (francouzsky Canton de Douai-Nord-Est) je francouzský kanton v departementu Nord v regionu Nord-Pas-de-Calais. Tvoří ho šest obcí.

## Obce kantonu
- Auby
- Douai (severovýchodní část)
- Flers-en-Escrebieux
- Râches
- Raimbeaucourt
- Roost-Warendin